# Pilbara
Pilbara és una regió poc poblada del nord d'Austràlia Occidental. Hi viuen molts aborígens i hi ha jaciments de ferro i fauna subterrània. És considerada una bioregió.
Té 48.610 habitants (2010). Amb una superfície de 502.000 km²,
Conté jaciments de petroli, gas natural i de mineral de ferro.

## Etimologia
El nom de Pilbara deriva dels idiomes aborígens bilybara, que significa 'sec'.

## Història
El primer explorador europeu va ser Francis Thomas Gregory el 1861. El 3 d'octubre de 1952,els britànics hi feren explotar bombes atòmiques a les Montebello Islands com a part d'Operation Hurricane.

## Clima
El clima de Pilbara és àrid i tropical.

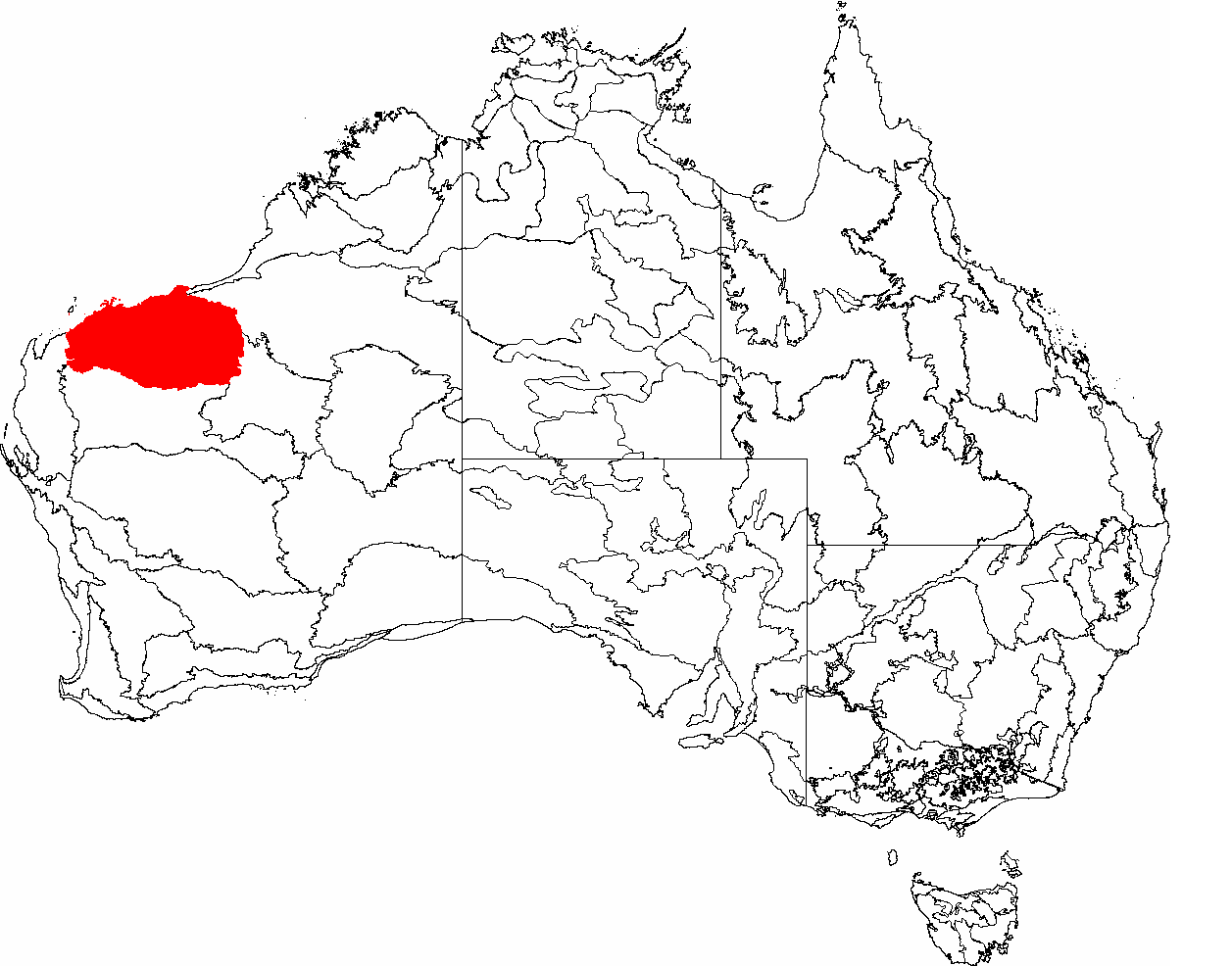
Pilbara en vermell
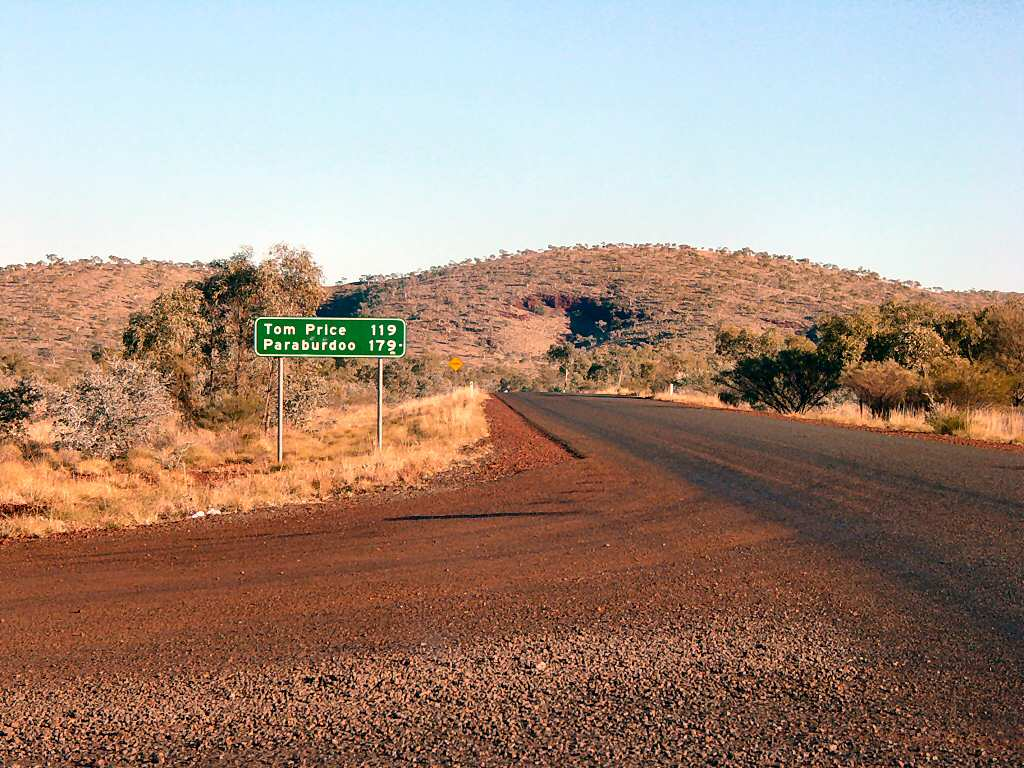
Nord dePilbara
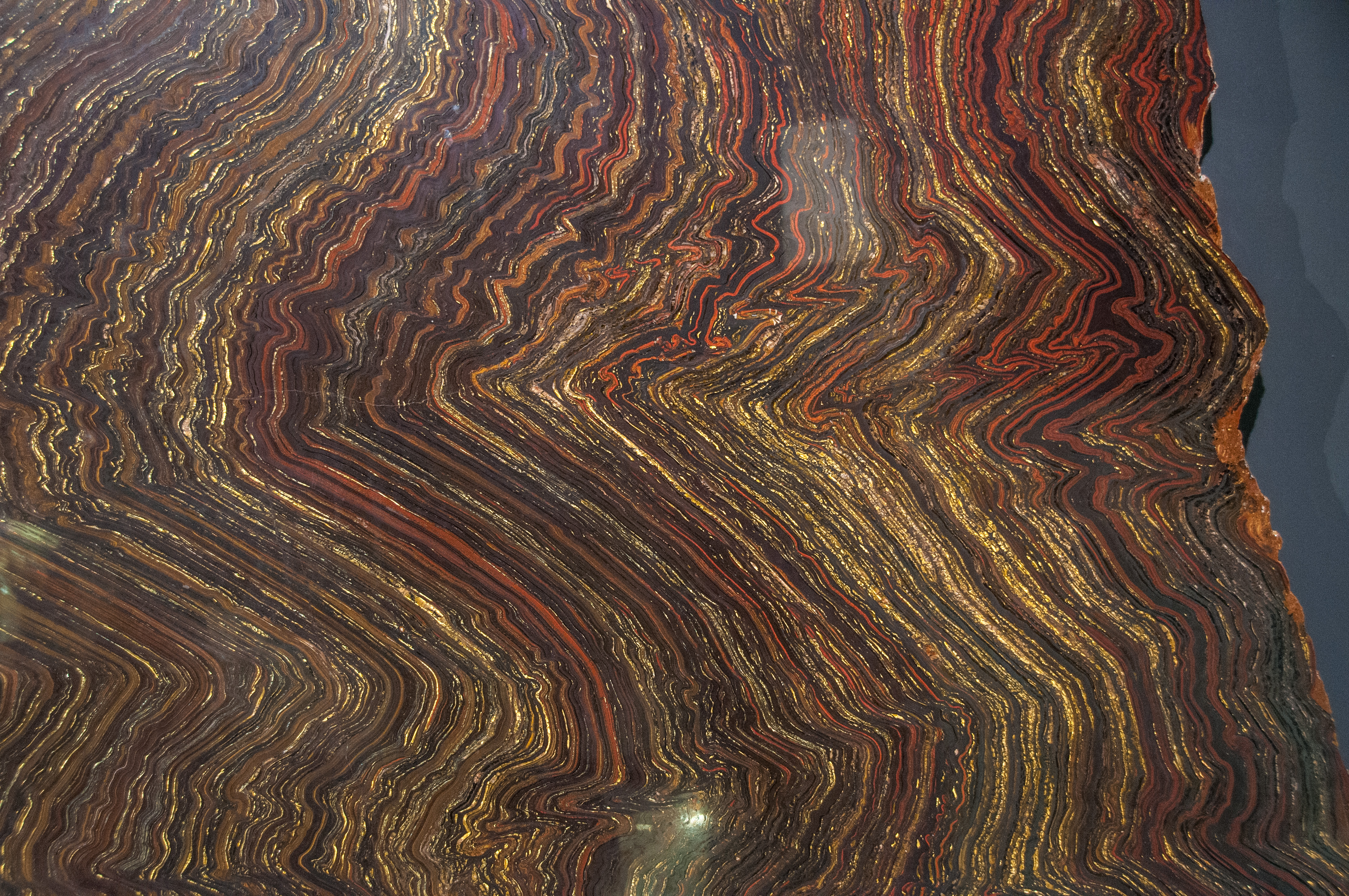
Jasperlita de Pilbara

| Dades climàtiques a Port Hedland (Coastal) | Dades climàtiques a Port Hedland (Coastal) | Dades climàtiques a Port Hedland (Coastal) | Dades climàtiques a Port Hedland (Coastal) | Dades climàtiques a Port Hedland (Coastal) | Dades climàtiques a Port Hedland (Coastal) | Dades climàtiques a Port Hedland (Coastal) | Dades climàtiques a Port Hedland (Coastal) | Dades climàtiques a Port Hedland (Coastal) | Dades climàtiques a Port Hedland (Coastal) | Dades climàtiques a Port Hedland (Coastal) | Dades climàtiques a Port Hedland (Coastal) | Dades climàtiques a Port Hedland (Coastal) | Dades climàtiques a Port Hedland (Coastal) |
| Mes                                        | gen                                        | febr                                       | març                                       | abr                                        | maig                                       | juny                                       | jul                                        | ag                                         | set                                        | oct                                        | nov                                        | des                                        | anual                                      |
| ------------------------------------------ | ------------------------------------------ | ------------------------------------------ | ------------------------------------------ | ------------------------------------------ | ------------------------------------------ | ------------------------------------------ | ------------------------------------------ | ------------------------------------------ | ------------------------------------------ | ------------------------------------------ | ------------------------------------------ | ------------------------------------------ | ------------------------------------------ |
| Màxima rècord °C (°F)                      | 49.0 (120.2)                               | 48.2 (118.8)                               | 45.9 (114.6)                               | 42.4 (108.3)                               | 38.8 (101.8)                               | 35.5 (95.9)                                | 34.4 (93.9)                                | 36.8 (98.2)                                | 42.2 (108)                                 | 46.9 (116.4)                               | 47.4 (117.3)                               | 47.9 (118.2)                               | 49.0 (120.2)                               |
| Màxima mitjana °C (°F)                     | 36.4 (97.5)                                | 36.2 (97.2)                                | 36.7 (98.1)                                | 35.2 (95.4)                                | 30.6 (87.1)                                | 27.6 (81.7)                                | 27.1 (80.8)                                | 29.2 (84.6)                                | 32.3 (90.1)                                | 34.8 (94.6)                                | 36.2 (97.2)                                | 36.6 (97.9)                                | 33.2 (91.8)                                |
| Mínima mitjana °C (°F)                     | 25.6 (78.1)                                | 25.5 (77.9)                                | 24.5 (76.1)                                | 21.4 (70.5)                                | 17.2 (63)                                  | 14.1 (57.4)                                | 12.3 (54.1)                                | 13.1 (55.6)                                | 15.4 (59.7)                                | 18.4 (65.1)                                | 21.3 (70.3)                                | 24.0 (75.2)                                | 19.4 (66.9)                                |
| Mínima rècord °C (°F)                      | 18.1 (64.6)                                | 16.3 (61.3)                                | 15.8 (60.4)                                | 12.2 (54)                                  | 7.0 (44.6)                                 | 4.7 (40.5)                                 | 3.2 (37.8)                                 | 3.7 (38.7)                                 | 7.7 (45.9)                                 | 11.1 (52)                                  | 12.4 (54.3)                                | 16.6 (61.9)                                | 3.2 (37.8)                                 |
| Pluja mitjana mm (polzades)                | 62.2 (2.449)                               | 94.8 (3.732)                               | 50.1 (1.972)                               | 22.4 (0.882)                               | 27.0 (1.063)                               | 20.7 (0.815)                               | 11.1 (0.437)                               | 4.9 (0.193)                                | 1.3 (0.051)                                | 0.9 (0.035)                                | 2.7 (0.106)                                | 17.9 (0.705)                               | 314.4 (12.378)                             |
| Font: Bureau of Meteorology                |                                            |                                            |                                            |                                            |                                            |                                            |                                            |                                            |                                            |                                            |                                            |                                            |                                            |

| Paràmetres climàtics mitjans de Newman (Inland) | Paràmetres climàtics mitjans de Newman (Inland) | Paràmetres climàtics mitjans de Newman (Inland) | Paràmetres climàtics mitjans de Newman (Inland) | Paràmetres climàtics mitjans de Newman (Inland) | Paràmetres climàtics mitjans de Newman (Inland) | Paràmetres climàtics mitjans de Newman (Inland) | Paràmetres climàtics mitjans de Newman (Inland) | Paràmetres climàtics mitjans de Newman (Inland) | Paràmetres climàtics mitjans de Newman (Inland) | Paràmetres climàtics mitjans de Newman (Inland) | Paràmetres climàtics mitjans de Newman (Inland) | Paràmetres climàtics mitjans de Newman (Inland) | Paràmetres climàtics mitjans de Newman (Inland) |
| Mes                                             | Gen.                                            | Feb.                                            | Mar.                                            | Abr.                                            | Mai.                                            | Jun.                                            | Jul.                                            | Ago.                                            | Set.                                            | Oct.                                            | Nov.                                            | Des.                                            | Anual                                           |
| ----------------------------------------------- | ----------------------------------------------- | ----------------------------------------------- | ----------------------------------------------- | ----------------------------------------------- | ----------------------------------------------- | ----------------------------------------------- | ----------------------------------------------- | ----------------------------------------------- | ----------------------------------------------- | ----------------------------------------------- | ----------------------------------------------- | ----------------------------------------------- | ----------------------------------------------- |
| Font:                                           |                                                 |                                                 |                                                 |                                                 |                                                 |                                                 |                                                 |                                                 |                                                 |                                                 |                                                 |                                                 |                                                 |